# Doreen Elliott
Doreen Elliott (* 1908; † 1966) war eine britische Skirennläuferin.

## Karriere
1928 siegte Doreen Elliot beim Slalom des Arlberg-Kandahar-Rennen, in der Gesamtwertung belegte sie hinter der Österreicherin Lisbeth Polland den zweiten Platz. Den größten Erfolg ihrer Karriere feierte sie 1932 bei den zweiten Alpinen Skiweltmeisterschaften in Cortina d’Ampezzo. Hinter der Schweizerin Rösli Streiff und der Britin Audrey Sale-Barker gewann sie die Bronzemedaille im Slalom.

## Erfolge

### Weltmeisterschaften
- Cortina d’Ampezzo 1932: 3. Slalom, 5. Kombination, 11. Abfahrt
- Innsbruck 1933: 23. Slalom